# PIKO

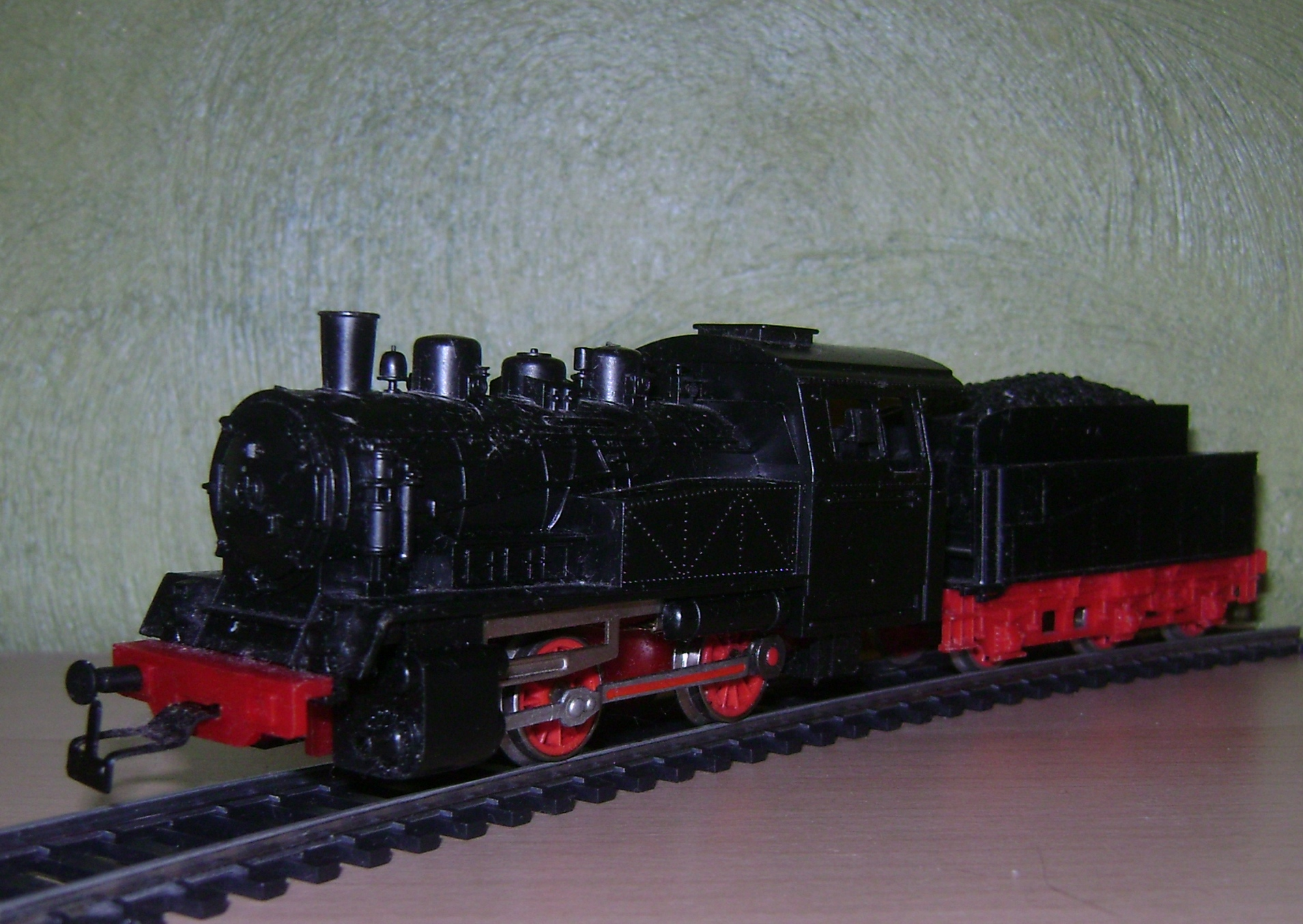

PIKO (ピコ、パイコ) は、ドイツの鉄道模型メーカーである。

## 概要
かつては東ドイツの国営企業であったが、東西ドイツ統一後の1992年に民営化されて PIKO Spielwaren GmbHになった。メルクリン、フライシュマンとロコ に続く「4番目に大きな鉄道模型会社」である。PIKOではHOスケールの直流二線式と交流三線式に加えて、GゲージやTTゲージも供給している。
日本語では「ピコ」と呼称される。英語では、イギリスのPecoを「ピコ」と呼ぶため、「パイコ」と呼び別ける事が多い。

## 歴史
1949年、ザクセン州ケムニッツに設立された。最初の製品は流線型の機関車と優等列車用の客車とブリキ製のレールから構成される“PICO Express”であった。当時、PIKOはCを綴っていたが後年、Kに変更した。“PIKO”は“Pionier-Konstruktionen”の短縮と言われる。
1950年代初頭、テューリンゲン州の玩具の街として有名なゾンネベルクに移転した。
1964年から、PIKOはNゲージに参入し生産を開始したが、1989年に生産を中止した。2000年代後半にフランス向けとして再参入した。かつてのNゲージ製品は、現在ではコレクターズアイテムとなっている。

## 製品

### かつての製品
1961年に大規模な玩具工場を建設し、そこで玩具や教材、機械玩具や鉄道模型を生産した。子供向けに洗濯機や掃除機、レジスター、人形も生産された。鉄道模型はHOゲージとNゲージを生産した。1968年には子供用ミシンでライプツィヒ・メッセでVEB-PIKOとしてはじめて受賞した。
鉄道模型製品は良くできていたため、西ドイツのフュルトのSchreiber社を通じて西ドイツ市場に供給された。

### 近年の製品
HOゲージ
ドイツ鉄道の電気機関車を中心に車両、線路、制御機器、ストラクチャー・アクセサリー類を展開している。ホビーシリーズとして廉価版も展開しており、HOゲージは現在PIKOの主力製品である。
TTゲージ
2005年より、ドイツ鉄道のICE-3や電気機関車などの車両のみを展開している。TTゲージのスタートセットに含まれる線路は他社製品である。
Gゲージ
2006年より、ドイツ鉄道の電気機関車などを展開している。Gゲージは本来狭軌用であるが、PIKOでは標準軌仕様で展開しているため実質1番ゲージとなっている。